# Gymnastes (Paragymnastes) imitator
Gymnastes (Paragymnastes) imitator is een tweevleugelige uit de familie steltmuggen (Limoniidae). De soort komt voor in het Oriëntaals gebied.